# 索尔巴·托马斯
索尔巴·托马斯（英語：Sorba Thomas，1999年1月25日—），威爾斯男子足球运动员，场上位置是翼鋒。現時被英格蘭足球甲級聯賽球隊哈特斯菲外借至法甲球隊南特，威爾斯足球代表隊成員。他曾代表威尔士代表队参加2022年国际足联世界杯，结果队伍止步小组赛阶段。